# WEVZA Cup 2022 (damer)
Western European Volleyball Zonal Association Cup 2022 utspelade sig mellan 13 och 16 oktober 2022. I turneringen deltog sex klubblag från WEVZA:s medlemsförbund. Chieri '76 Volleyball vann tävlingen och kvalificerade sig därigenom för spel i CEV Challenge Cup 2022–23. Héléna Cazaute utsågs till mest värdefulla spelare.

## Regelverk

### Format
Tävlingen bestod av två rundor.
- I den första rundan delades lagen upp i två grupper om tre lag.
- Gruppvinnarna spelade en final, där det lag som vann finalen kvalificerade sig för CEV Challenge Cup 2022–23

### Metod för att bestämma tabellplacering
Om slutresultatet var 3-0 eller 3-1, tilldelades 3 poäng till det vinnande laget och 0 till det förlorande laget, om slutresultatet blev 3-2, tilldelades 2 poäng till det vinnande laget och 1 till det förlorande laget.
Placeringen i serien och nedflyttningsspelet bestämdes utifrån:
- Antal vunna matcher
- Poäng
- Förhållandet mellan vunna/förlorade set
- Förhållandet mellan vunna/förlorade spelpoäng
- Inbördes möte

## Deltagande lag
- Volley Lugano
- VBC Cheseaux
- RC Cannes
- USC Münster
- 1. VC Wiesbaden
- Chieri '76 Volleyball

### Gruppspel
| Grupp A         | Grupp B               |
| --------------- | --------------------- |
| RC Cannes       | VBC Cheseaux          |
| 1. VC Wiesbaden | USC Münster           |
| Volley Lugano   | Chieri '76 Volleyball |

#### Grupp A

##### Resultat
| 13 oktober 2022 PalaMaddalene, Chieri Speltid: 1h:41 - Åskådare: 300 | RC Cannes       | 3 - 1 | Volley Lugano   | 25-19, 25-20, 14-25, 25-21       |
| 14 oktober 2022 PalaMaddalene, Chieri Speltid: 1h:13 - Åskådare: 100 | Volley Lugano   | 0 - 3 | 1. VC Wiesbaden | 11-25, 16-25, 25-27              |
| 15 oktober 2022 PalaMaddalene, Chieri Speltid: 2h:09 - Åskådare: 500 | 1. VC Wiesbaden | 2 - 3 | RC Cannes       | 21-25, 25-15, 28-30, 25-23, 8-15 |

##### Sluttabell
| Pos. | Lag             | Pt | G | V | P | VS | FS | Kvot  | VP  | FP  | Kvot  |
| ---- | --------------- | -- | - | - | - | -- | -- | ----- | --- | --- | ----- |
| 1.   | RC Cannes       | 5  | 2 | 2 | 0 | 6  | 3  | 2,000 | 197 | 192 | 1,026 |
| 2.   | 1. VC Wiesbaden | 4  | 2 | 1 | 1 | 5  | 3  | 1,667 | 184 | 160 | 1,150 |
| 3.   | Volley Lugano   | 0  | 2 | 0 | 2 | 1  | 6  | 0,167 | 137 | 166 | 0,825 |

      Kvalificerat för final

#### Grupp B

##### Resultat
| 13 oktober 2022 PalaMaddalene, Chieri Speltid: 1h:07 - Åskådare: 500 | Chieri '76 Volleyball | 3 - 0 | USC Münster           | 25-9, 25-19, 25-18                |
| 14 oktober 2022 PalaMaddalene, Chieri Speltid: 1h:49 - Åskådare: 100 | USC Münster           | 2 - 3 | VBC Cheseaux          | 25-11, 13-25, 22-25, 25-14, 13-15 |
| 15 oktober 2022 PalaMaddalene, Chieri Speltid: 1h:08 - Åskådare: 500 | VBC Cheseaux          | 0 - 3 | Chieri '76 Volleyball | 15-25, 12-25, 13-25               |

##### Sluttabell
| Pos. | Lag                   | Pt | G | V | P | VS | FS | Kvot  | VP  | FP  | Kvot  |
| ---- | --------------------- | -- | - | - | - | -- | -- | ----- | --- | --- | ----- |
| 1.   | Chieri '76 Volleyball | 6  | 2 | 2 | 0 | 6  | 0  | MAX   | 150 | 86  | 1,744 |
| 2.   | VBC Cheseaux          | 2  | 2 | 1 | 1 | 3  | 5  | 0,600 | 130 | 173 | 0,751 |
| 3.   | USC Münster           | 1  | 2 | 0 | 2 | 2  | 6  | 0,333 | 144 | 165 | 0,873 |

      Kvalificerat för final

### Final
| 16 oktober 2022 PalaMaddalene, Chieri Speltid: 1h:08 - Åskådare: ? | RC Cannes | 0 - 3 | Chieri '76 Volleyball | 16-25, 21-25, 17-25 |

## Slutplaceringar
| Pos. | Lag                   | Turnering                 |
| ---- | --------------------- | ------------------------- |
|      | Chieri '76 Volleyball | CEV Challenge Cup 2022–23 |
| 2    | RC Cannes             |                           |
| 3    | 1. VC Wiesbaden       |                           |
| 4    | VBC Cheseaux          |                           |
| 5    | USC Münster           |                           |
| 6    | Volley Lugano         |                           |